# Tasmanoplectron isolatum
Tasmanoplectron isolatum là một loài côn trùng thuộc họ Rhaphidophoridae. Đây là loài đặc hữu của Úc.